# Волна (стадион)

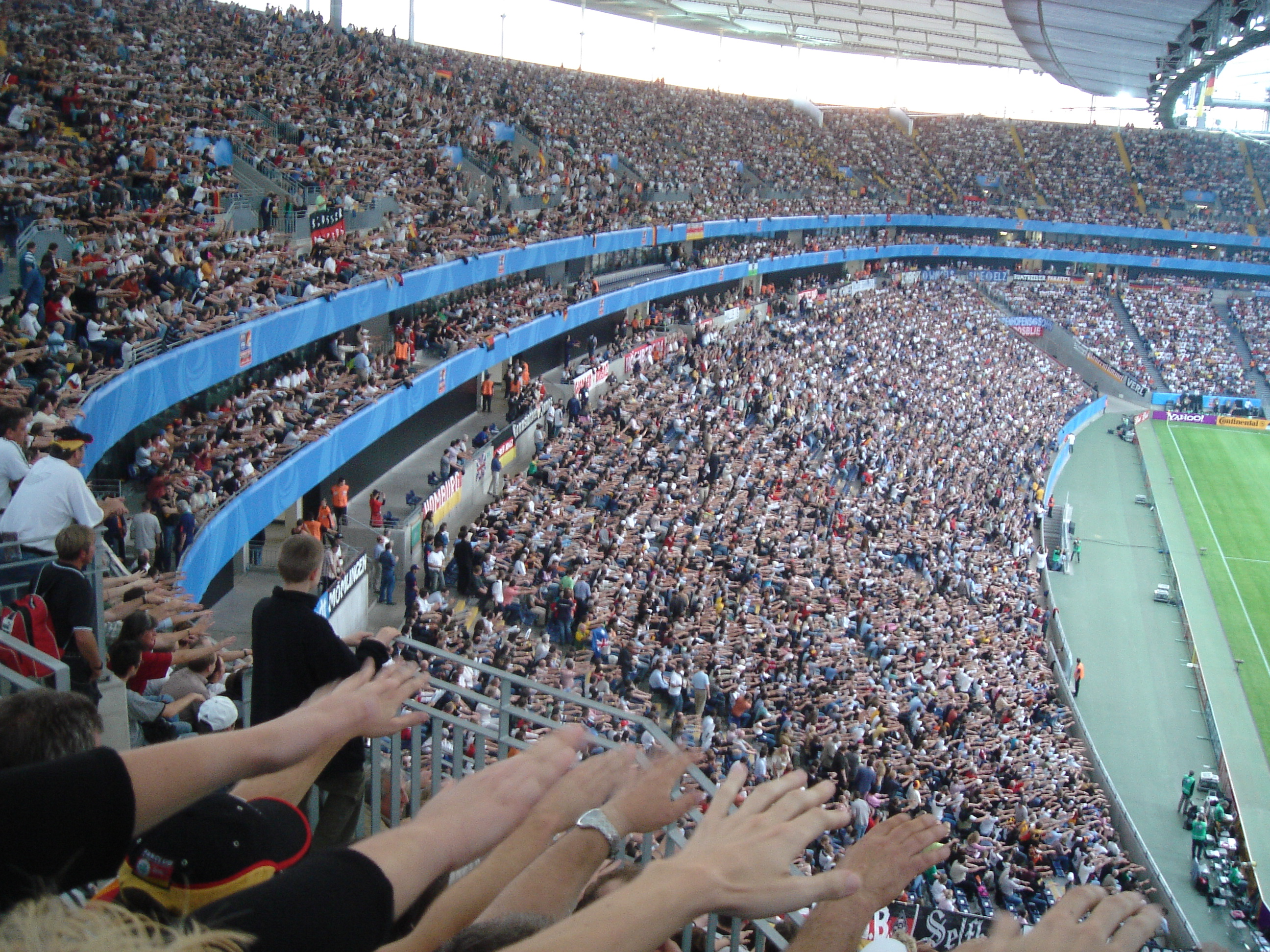
Толпа на стадионе исполняет «волну» на Кубке конфедераций 2005 в Франкфурте

Волна (среди носителей английского языка за пределами Северной Америки известная также как «Мексиканская волна» и «Ла-Ола») — пример метахронального ритма (последовательные действия вместо синхронных), достигаемого в переполненном стадионе, когда сидящие друг за другом группы зрителей поочерёдно встают, кричат и поднимают руки. Сразу же после этого зрители садятся на свои места.
В результате толпа встающих и садящихся зрителей создаёт зрительный эффект волны, при этом некоторые зрители никогда не встают со своих мест. На многих крупных аренах зрители сидят в непрерывном кольце вокруг спортивного поля, и поэтому волна может постоянно «путешествовать» по трибунам; при несмежной рассадке волна может отражаться через толпу в разные стороны. Обычно в отдельный момент на трибунах присутствует только один гребень волны. Однако, иногда возникают и две волны, движущиеся в противоположных направлениях.

## Происхождение и вариации

### 1970—1980-е годы
Несмотря на отсутствие общего мнения по поводу происхождения волны на стадионе, большинство исследователей феномена предполагают, что волна впервые появилась на североамериканских спортивных соревнованиях в конце 1970-х гг. — начале 1980-х гг. 15 октября 1981 года известный чирлидер Крейзи Джордж Хендерсон заставил зрителей провести волну на игре MLB в Окленде (штат Калифорния). Эта волна была показана по телевидению, и Джордж использовал видеозапись мероприятия, чтобы подтвердить то, что он её изобретатель. 31 октября 1981 года, волна была организована на игре в американский футбол Вашингтонского университета в Сиэтле, после чего продолжала появляться в остальной части того футбольного сезона. Хотя люди, которые создали первую волну в Сиэтле, признали волну Крейзи Джорджа на бейсбольном стадионе, они утверждали, что популяризировали явление, так как волна Крейзи Джорджа была разовым событием.
Крейзи Джордж считает, что идея волны родилась случайно, когда он был болельщиком на игре НХЛ в Нортлендс Колезей в Эдмонтоне, Канада. Его целью было заставить одну сторону арены прыгать и радоваться, после чего противоположная сторона реагировала на это. Однажды ночью, в конце 1980 года, из одной секции фанатов с задержкой пришла реакция, приведшая к тому, что они встали на ноги на несколько секунд позже, чем секция рядом с ними. Следующая секция болельщиков последовала примеру, и первая волна обогнула Нортлендс Колезей по собственной инициативе.

### Вашингтонский университет
Робб Веллер, болельщик Вашингтонского университета с 1968 по 1972 годы и позже соведущий Entertainment Tonight, указал в сентябре 1984, что в начале 1970-х группа поддержки в школе разработала версию волны, которая шла от основания до вершины арены, вместо движения из стороны в сторону, в результате чего возникали трудности в получении своевременного движения рук нетрезвой аудитории: «На самом деле… было две волны. Я был болельщиком в Вашингтонском университете с 1968 по 1972 годы, когда мы создали первую волну. Мы попытались проделать такие трюки, но шпана пила бы слишком много, и всё бы получилось впросак. Наконец мы попробовали волну в студенческой секции, и там получилось, но та волна отличается от этой волны. Она шла снизу вверх, а не из стороны в сторону».
Первая волна в Вашингтонском университете на стадионе Хаски произошла 31 октября 1981 года, её возглавляли Дэйв Хантер (трубач группы Husky) и Робб Веллер.

### Мичиганский университет
В начале осени 1983 года «Мичиган Волверинс» играли с «Хаски» в Сиэтле и привезли волну на свой Мичиган Стэдиум в Энн-Арбор. В письме в спортивной редакции The New York Times сообщается: «Есть три причины, почему волна появилась на играх „Мичиган Волверинс“: Это дало фанатам возможность что-то делать, когда команда ведёт у своего соперника с перевесом в 40 очков; это было волнующе и захватывающе увидеть, как 105 000 человек на трибунах двигаются и поддерживают команду; и Бо Шембеклер [тренер команды] попросил нас не делать этого». Фанаты ответили на его просьбу, создав больше разновидностей волн, в том числе «Тихие волны» (болельщики молча стоят и размахивают руками), «ШШ Волны» (замена голосовой поддержки звуком «шш»), «Быстрая волна», «Медленная волна», и две волны, одновременно движущиеся в противоположных направлениях. Следующей весной, фанаты, которые наслаждались волной в Энн-Арборе привезли её на соседний Тайгерс Стэдиум в Детройте. Детройт Тайгерс выиграли Мировую серию в этом году и появлялись на многих телевизионных играх на протяжении этого года, таким образом, люди по всей Америке видели эти волны.

### Волна в Монтеррее
Согласно данным Би-би-си, в начале 1960-х годов зрители запустили волну во время футбольного матча между мексиканскими командами «Монтеррей» и «УАНЛ Тигрес», это случилось на стадионе Монтеррея. После перерыва между двумя таймами игроки дольше обычного возвращались на поле, и толпа начала беспокоиться. Организаторы матча, пытаясь развлечь людей, начали бросать на трибуны в качестве подарков игровые мячи. Люди стали всё более и более творчески поддерживать свою команду и, таким образом, возникла «Ла-Ола» («волна»), которая после нескольких попыток прошла по всему стадиону.
В Мексике «Мексиканская волна» стала популярной после шоу под названием «Всегда в воскресенье».

### Глобальные трансляции
Волна транслировалась на весь мир на финале Олимпийских игр 1984 между Бразилией и Францией 11 августа при 100000 зрителей, присутствовавших на Роуз Боул, Пасадина.
В июне 1986 года волна снова появилась на мировом уровне во время Чемпионата мира по футболу 1986 в Мексике. Многие люди, живущие за пределами Северной Америки, впервые видели это явление. В результате, носители английского языка за пределами Северной Америки назвали явление «Мексиканская волна». В Германии, Италии и других странах волну называют «Ла-Ола» (или просто «Ола»), что происходит от испанского слова «волна», в то время как в португалоговорящих странах, таких как Бразилия, оно альтернативно переводится как Онда, но «Ла-Ола» также используется.

### Сингапур
В Сингапуре волна известна как Каланговая волна, и часто рассматривается как символ национальной сборной Сингапура. Она обычно выполняется на футбольных матчах с участием национальной сборной по футболу или ЛайонсXII. Каланговая волна была названа в честь района Каланг, в котором расположен Национальный стадион.

## Текущие появления

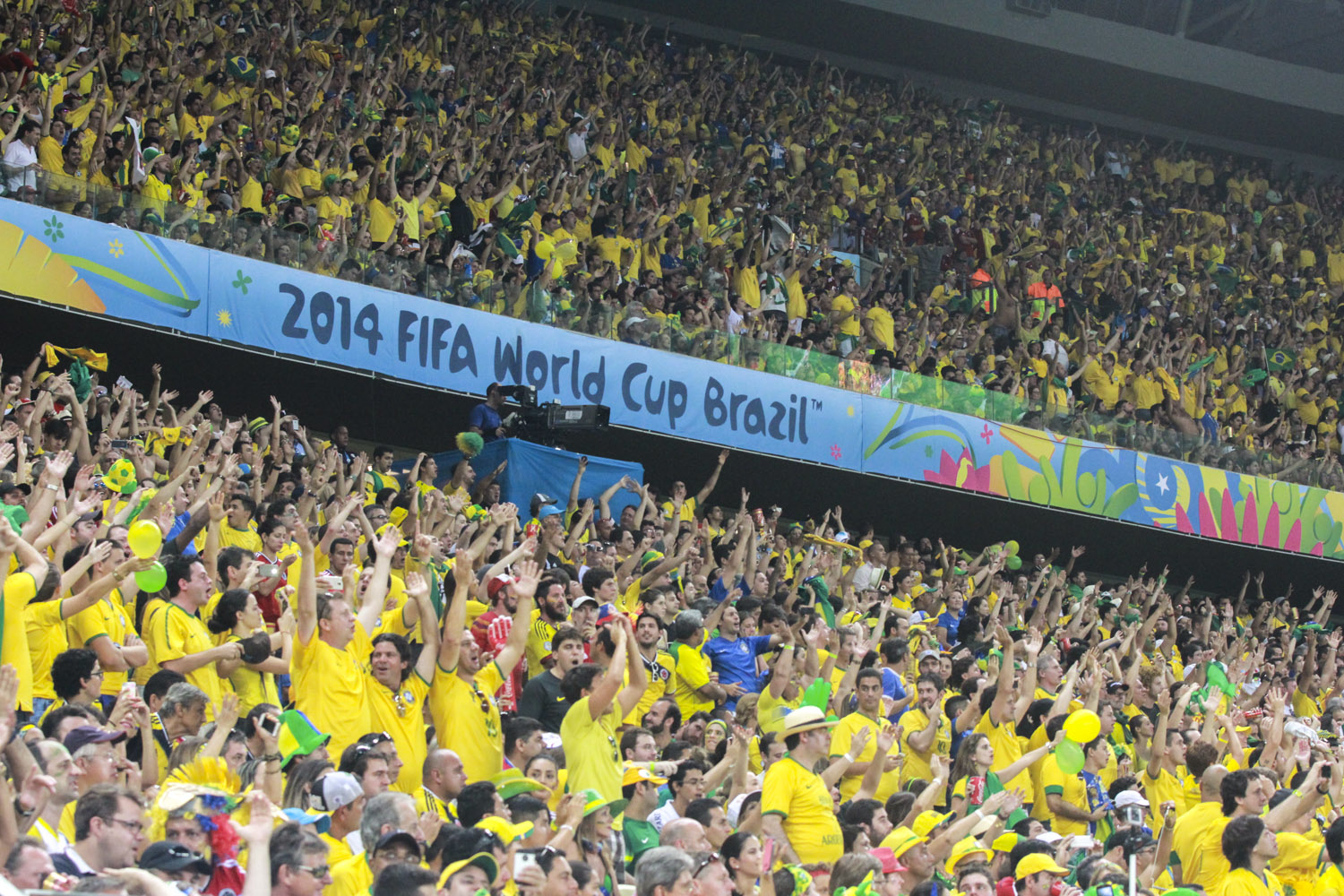
Волна на чемпионате мира 2014 года в Бразилии.

Сегодня волну часто можно увидеть во время чемпионатов мира по футболу, когда зрители хотят показать признательность за матч или во время затишья на поле, чтобы потешить себя. Существует некоторое противоречие относительно того, в каких ситуациях волна подходит для выполнения во время спортивных соревнований. Многие фанаты считают, что волна не должна проходить во время важных ситуаций во время игры.
До реконструкции в Мельбурн Крикет Граунд между 2002 и 2006 годами, зрители, сидящие на местах, зарезервированных для членов Мельбурнского крикетного клуба, не участвовали в мексиканской волне, и освистывались другими зрителями, пока волна не продолжилась с другой стороны. Социолог Джон Кэрролл охарактеризовал такую практику как пренебрежительные претензии к власти или людям с вышестоящим социальным статусом, хотя и сделано это добродушно и на основе природы равенства при просмотре спорта. Такая особенность также наблюдается и на Lord’s Cricket Ground.

### Метрика
В 2002 году Тамаш Вишек из Будапештского университета, Венгрия вместе со своими коллегами проанализировал видео 14 волн на больших мексиканских футбольных стадионах, разработав стандартную модель поведения волн (опубликовано в Nature). Он обнаружил, что необходимы действия только нескольких десятков болельщиков, чтобы вызвать волну. После того, как волна начиналась, она, как правило, двигалась по часовой стрелке со скоростью примерно 12 м/с, или около 22 мест в секунду. В любой момент времени волна составляет около 15 мест в ширину. Эти наблюдения применимы в различных видах спорта, хотя детали отличаются в отдельных случаях.

### Рекорды
В 2010 году в рамках The Rally to Restore Sanity and/or Fear 210 000 человек приняли участие в волне во главе с ведущими «Разрушителей легенд» Джейми Хайнеманом и Адам Сэвиджем.